# Instituto Privado de Ergonomía y Factores Humanos
El Instituto Privado de Ergonomía y Factores Humanos (CIEHF (por sus siglas en inglés) - formalmente La Sociedad Ergonómica) está basada en una sociedad profesional del Reino Unido para ergonómicos, especialistas en factores humanos, y aquellos envueltos en el diseño centrado en el usuario.

## Historia
La sociedad fue oficialmente creada el 17 de septiembre de 1949 en una reunión de académicos en Admiralty en Londres. Entre los miembros encontrados estaban Frederic Bartlett, Donald Broadbent, W. E. Hick, Alan Welford, y J. S. Weiner.
En 1957 comenzó a ser publicado el periódico Ergonomía. Con aliados como Taylor and Francis y Elsevier, El instituto ahora publica los siguientes periódicos: Ergonomía, Aplicar la Ergonomía, Conducta e Información de la Tecnología, Problemas Teóricos en la Ciencia de la Ergonomía, Trabajo & Estrés, Control de Lesión y Seguridad en Promoción' y el Periódico de Ciencias en Deportes.
Siguiendo la reunión del Consejo Privado el 27 de mayo de 2014, Su Majestad la Reina aprobó la orden de concesión de un Alquilado Real al Instituto. A comienzos del 2015, el Instituto de Ergonomía y Factores Humanos se volvieron El Instituto Privado de Ergonomía. El privado confiere ser reconocido, en un alto nivel, de la unicidad y el valor de sus disciplinas científicas y ser un rol pre-eminente del Instituto en representación de ambas la disciplina y la profesión en el Reino Unido. El Alquilado Real concede el derecho al Instituto "para cuidar y proteger el status de “Ergonomía Privada y especialista en Factores Humanos (C. ErgHF)” para aquellos que practican el ser miembros registrados y compañeros que recuerden estar en un buen lugar con el Instituto".

## Actividades
La CIEHF otorga un número de reconocimientos por sus cumplimientos en la ergonomía y en los factores humanos incluyendo la Medalla Presidencial y el reconocimiento the Sir Frederic Bartlett por sus mayores contribuciones a la ergonomía.
El Instituto tiene un número de Grupos Especiales de Intereses (SIGs) para: Manejar la Ergonomía, Interacción entre computadora y humano, Ergonomía en cuidados de Salud, Ergonomía en Deportes, Ergonomía Nuclear, Ergonomía en Seguridad Ocupacional y en Motocicletas.
El CIEHF tiene sus oficinas en Loughborough. A finales del 2013 habían 1700 miembros. En la Conferencia del 2014, en El Grand Harbour Hotel en Southampton, El Profesor Roger Haslam de La Universidad Loughborough fue nombrado como el nuevo presidente de IEHF, tomando sobre el control del Dr Richard Graveling. La Profesora Sarah Sharples, de La Universidad de Nottingham y del grupo de investigación de Factores Humanos fue también apuntada en la elección de presidentes.
En el 2008, para marcar el 50.º año de publicación del periódico, un especial de la "Ergonomía" (Volumen 51, Número 1) fue publicado, edición de invitado por Neville A. Stanton y Rob Stammers, cubriendo la historia de la sociedad e incluyendo una reimpresión de la Sociedad de Investigación Ergonómica lectura dada Sir Frederick Bartlett en 1962.
La CIEHF ha trabajado con otros compañeros de trabajo con otras organizaciones y con el gobierno del Reino Unido para estrablecer el the Registro de Consultoría de Seguridad & Salud Ocupacional.